# Amal Dunqul
Amal Dunqul (en arabe أمل دنقل) ou Amal Fahîm Dunqul est un poète égyptien né en 1940 et mort en 1983. Ses poèmes, écrits à l'époque du nationalisme arabe de Nasser et Sadate, ont retrouvé une actualité lors des printemps arabes.
On l'a surnommé « le prince des poètes du refus » ('amir shuʾra al-rafd).

## Biographie
Né près de Qena, en Égypte, le 23 juin 1940, son nom complet est Muhammad Amal Fahim Abu Al-Qassam Muharib Dunqul. Il est le fils d'un cheikh de l'université al-Azhar qui écrivait de la poésie et possédait une riche bibliothèque. Son père l'a baptisé Amal (« espoir ») parce qu'il est né l'année de l'obtention de son diplôme. La vocation de poète d'Amal Dunqul est due pour une part à l'influence de son père. Celui-ci meurt alors qu'Amal n'a que dix ans. Il est admis au département de langue arabe de la faculté des Beaux-Arts du Caire, mais ses études tournent court. Il travaille un temps comme employé de la Cour de justice de Qena. Le spectacle de familles ruinées par la saisie de leurs biens a pu forger sa conscience de classe et son esprit révolté. Puis il travaille aux douanes à Suez et Alexandrie, ensuite pour une organisation de solidarité afro-asiatique. Au Caire, il est frappé par le clivage entre le monde urbain et le milieu rural. Il lit beaucoup de poèmes, notamment ceux de Mahmoud Hassan Ismail (ar). 
Il a épousé la journaliste et critique Abla Al-Ruwaini (ar) en 1979. Elle est l'auteur d'un livre sur lui.
Il est mort d'un cancer le 21 mai 1983 au Caire. Son dernier recueil de poèmes, 'awraq al-ghurfa 8 (« Feuillets de la chambre n°8 »), exprime la lutte contre la maladie.

## Œuvre
Il est contemporain de la révolution de 1952 en Égypte qui cause la chute du roi Farouk et amène Nasser au pouvoir, de l'indépendance de l'Égypte en 1954 et du panarabisme. Après le printemps arabe en Égypte, ses poèmes sont redécouverts. Des graffitis reprennent ses vers : « do not reconcile » ou « behind every dying Caesar... a new Caesar ». 
Il a été choqué par la défaite de l'Égypte en 1967, et il a exprimé son sentiment dans son œuvre Crying in the hands of Zarqa al Yamama, inspirée d'un personnage féminin de la mythologie pré-islamique. Il y met en cause le discours officiel rassurant des autorités. Le personnage de Zarka, selon la légende, était doué d'une vue perçante ; elle symbolise la lucidité de l'intellectuel qui ne se laisse pas duper par les faux discours et voit venir la défaite. L'intellectuel engagé est pour lui en opposition permanente contre toute oppression. Il exprime le caractère sans fin de cette posture dans son poème « Les derniers mots de Spartacus » (kalimat sbartakus al-akhira) : « Après chaque César qui meurt... en vient un autre !». Taʿliq ʿala mâ hadith concerne ce qui s'est passé dans le camp de réfugiés palestiniens d'Al-Wehdat en Jordanie lors des événements de septembre 1970. «Pas de réconciliation » (Lā Tuṣalih) a été écrit avant les accords de paix avec Israël comme un appel au président Sadat à ne pas signer le traité de Camp David en 1976. Le poème met en scène des personnages inspirés de l'histoire de la guerre d'El-Basous. Au cours des printemps arabes, le poème est repris et interprété comme un appel aux manifestants à ne pas négocier avec leurs tyrans. La poésie est pour lui révolutionnaire par essence. Elle a pour but de découvrir et reconstruire la réalité. Ses poèmes mettent en scène des personnages de l'histoire et de la mythologie, aussi bien gréco-romaine qu'arabo-musulmane, de la Bible et de l'ère pré-islamique : César, Spartacus, Œdipe, Al-Mutanabbi, le poète Aboû Nouwâs,... Ces références à l'Antiquité lui permettent de montrer sous un autre jour la réalité contemporaine. 
« The Song of the Stone Cake » dans The book of Exodus fait référence au piédestal de granite de la statue jamais construite de Nasser, place Tahrir. Il servait de point de ralliement aux manifestants qui, en 1972, protestaient contre la politique de Sadate,. Publié en 1972 dans Sanabel, il cause la fermeture du magazine. 
D'abord réticent à l'égard de la poésie en vers libres, il finit par en adopter le style qui permet d'échapper aux contraintes du vers traditionnel. 
Bien connue dans le monde arabe, son œuvre est peu traduite en Occident. Il a écrit six livres :
- al-buka' bayn yaday zarqa' al-yamâma (« Pleurer entre les mains de Zarqa' al-Yamamah ») - Beyrouth 1969.
- taʿliq ʿala mâ hadith (« Commentaire sur ce qui s'est passé ») - Beyrouth 1971.
- maqtal al-qamar (« Le meurtre de la lune ») - Beyrouth 1974.
- al-ʿahd al-âti (« Le Testament à venir ») - Beyrouth 1975.
- 'aqwal jadidat ʿan harb bisus (« Nouveaux dictons sur la Guerre d'El Basous ») - Le Caire 1983.
- 'awraq al-ghurfa 8 (« Feuillets de la chambre n°8 ») - Le Caire.